# Куглана спортског центра Чаир
Куглана спортског центра Чаир је спортски објекат у оквиру комплекса Спортски центар Чаир у Нишу, а у згради Базени Чаир. Куглана је почела са радом 1990. године. Први пут је реновирана 2007. године, а касније 2021. године.
Капацитет гледалишта је 100-150 седишта.
Куглана садржи четворостазну аутоматску куглану, за куглање, са савременим семафорима У објекту се налази Угоститељски објекат и свлачионице.
Децембра 2023. године отворена је „нова” куглана у саставу Спортског центра Чаир. Сада спортски центар има две куглане. Нова куглана има четири стазе, кафић и свлачионице. Места има за 2000 гледалаца.
Нова куглана ће се користити за професионална такмичења и тренинг спортских екипа. Стара куглана ће се користити за рекреативно куглање.